# Henry Alford

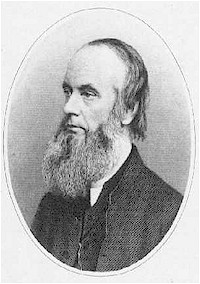
Henry Alford

Henry Alford (* 7. Oktober 1810 in London; † 12. Januar 1871 in Canterbury) war ein anglikanischer Theologe und Neutestamentler.

## Leben
Henry Alford stammte aus einer Familie anglikanischer Kleriker. Sein Vater gleichen Namens war Vikar in Ampton nahe Bury St. Edmunds. Die Mutter Sarah Eliza starb bei der Geburt, so dass der kränklich und schwach wirkende Junge bei Verwandten aufwuchs, größtenteils bei seinem Onkel Samuel Alford im Kirchspiel Curry Rivell bei Taunton.
Im Oktober 1829 immatrikulierte sich Alford in Cambridge. Bereits beim Theologiestudium in Cambridge spezialisierte er sich auf das griechische Neue Testament. 1834 wurde er Fellow des Trinity College, 1841 Hulsean Lecturer. Nach Abschluss des Studiums war Alford bis zu seiner Ordination (1834) Pfarrverweser in der väterlichen Pfarrei Ampton. Von 1835 bis 1853 war er Rektor in Wyneswold. Kurz nachdem er diese Stelle antrat, heiratete er seine Cousine Fanny Alford (Tochter von Samuel Alford, in dessen Haushalt er aufgewachsen war). Die Eheleute hatten vier Kinder, von denen die beiden Söhne früh starben, während die Töchter das Erwachsenenalter erreichten und heirateten.
1853 zog die Familie nach London, und Henry Alford trat eine Pfarrstelle in Marylebone (Quebec Chapel) an. von 1857 bis zu seinem Tod 1871 war er Dekan von Canterbury. Als Alterswohnsitz kaufte er Vine’s Gate bei Sevenoaks. Alford gehörte zu einem literarischen Zirkel, in dem die Brüder Tennyson, Charles Merivale und Christopher Wordsworth verkehrten. Er trat schon als junger Mann mit eigenen Gedichten hervor und verfasste mehrere Kirchenlieder, am bekanntesten Come, ye thankful people, come, In token that thou shalt not fear und Ten thousand times ten thousand. Außerdem übersetzte er die Odyssee. Alford war vielseitig begabt. Er komponierte Werke für Klavier und Orgel, betätigte sich auch als Aquarellmaler und Holzschnitzer.
Alfords wissenschaftliches Hauptwerk ist die Edition des vierbändigen Greek New Testament (1850–1861). Um die Werke deutscher Textkritiker nutzen zu können, lernte er in Bonn drei Monate lang Deutsch. Sein griechisches Neues Testament legte den Text von Philipp Buttmann und Karl Lachmann zugrunde, mit Verbesserungen von Samuel P. Tregelles und Konstantin von Tischendorf. Seine eigene wissenschaftliche Leistung sind die zahlreichen philologischen Beobachtungen. Er lehnte die strenge Verbalinspiration ab und vertrat einen gemäßigt liberalen Standpunkt.
Henry Alford besaß als Erwachsener eine Energie, die man ihm als Kind wohl nicht zugetraut hätte. Abgesehen von seinem großen wissenschaftlichen Arbeitspensum, unternahm er besonders in seinem letzten Lebensjahrzehnt Reisen und war bis zu seinem plötzlichen Tod bei guter Gesundheit.